# بطولة الأندية الآسيوية 1999–2000
بطولة الأندية الآسيوية 1999–2000 كانت النسخة التاسعة عشر من منافسة كرة القدم الدولية السنوية للأندية والتي تقام في منطقة الاتحاد الآسيوي لكرة القدم (آسيا). وقد تم تحديد بطل أندية كرة القدم في آسيا لهذه السنة.
توج نادي الهلال السعودي باللقب، بعد فوزه على نادي جوبيلو إيواتا الياباني بنتيجة 3–2.

## النهائي
| الهلال                       | 3–2 (ب.و.إ.) | جوبيلو إيواتا                              |
| ---------------------------- | ------------ | ------------------------------------------ |
| سيرجيو ريكاردو 3'، 89'، 102' |              | ماساشي ناكاياما 18' · ناوهيرو تاكاهارا 19' |

## البطل
| 1999–2000 بطولة الأندية الآسيوية الهلال اللقب الثاني |